# オン・マイ・オウン
「オン・マイ・オウン」（英: On My Own）はイギリスのエレクトロミュージックトリオ、ピーチの楽曲。ピーチのデビューシングルにして、1997年10月11日付のBillboard Hot 100で最高39位を記録したバンド最大のヒット曲。

## チャート

### 週間チャート
| 1998年                           | 最高位 |
| -------------------------------- | ------ |
| イギリス（公式シングルチャート） | 69     |

| 1997年                            | 最高位 |
| --------------------------------- | ------ |
| アメリカ Billboard Hot 100        | 39     |
| アメリカ メインストリームトップ40 | 19     |
| アメリカ アダルトトップ40         | 26     |

### 年間チャート
| チャート（1997年）         | 最高位 |
| -------------------------- | ------ |
| カナダ トップシングル(RPM) | 45     |

## 素直なままで
「素直なままで」（すなおなままで）は、1998年5月27日に発売されたIZAM with ASTRAL LOVEのシングル。ピーチのデビュー・シングル「オン・マイ・オウン」のカバーで、IZAMにとってソロ初シングル。フジテレビ系ドラマ『ショムニ』エンディング・テーマ。

### 収録曲
1. 素直なままで(Radio Mix)
2. LOST LOVE
3. A PRAYER
4. 素直なままで(Original Mix)